# Danasjö kapell
Danasjö kapell är en kyrkobyggnad i Stensele socken, Storumans kommun.

## Kyrkobyggnaden
Kapellet uppfördes och invigdes 1961. Stommen är av trä och ytterväggarna klädda med stående träpanel. Byggnaden har ett plåttäckt sadeltak med en korsförsedd takryttare ovanför ingången. Kyrkorummet är klätt med masonit.

## Inventarier
- Ett harmonium.